# Literatura taxonómica primaria
En Taxonomía, se llama literatura taxonómica primaria o fuente primaria la que debería ser citada cuando se referencia una hipótesis taxonómica (por ejemplo qué concepto taxonómico está asociado a un nombre de especie), que contiene al autor de la hipótesis como el autor de la publicación, y cuyo contenido es el desarrollo de la hipótesis. Forman parte de la literatura taxonómica primaria las monografías taxonómicas, las revisiones taxonómicas, las floras y faunas, y todas las publicaciones que son citadas como tales por la misma literatura primaria, en general publicadas en ediciones limitadas que se venden casi exclusivamente a universidades, museos de Historia Natural y jardines botánicos, a cuyas bibliotecas y hemerotecas debe accederse para acceder a ellas. 
Por "publicaciones originales" (por originarias), o "fuentes originales" de una hipótesis, se puede hacer referencia a la literatura que contiene la primera descripción de un concepto taxonómico, el "autor original" del taxón sensu un autor no necesariamente coincide con el "autor de la primera descripción" de un taxón nominal, que puede ser otra definición de "publicación original". Cuando autores en tratamientos taxonómicos subsiguientes retoman los conceptos taxonómicos están avalando con su autoría su existencia. Es literatura secundaria la que se considera por los mismos autores taxonómicos una distribución de la información obtenida de la literatura primaria, para la que el autor está desautorizado como aval de la taxonomía utilizada, y esa literatura es la que tiene derechos de autor (copyright) si el cuerpo del texto o el formateo de la información superan el umbral de originalidad artística o literaria. 
La literatura que contiene "actos nomenclaturales" (creación de nuevos taxones nominales, designación de lectotipos, etc.) está incluida en la literatura taxonómica primaria, pero no toda la literatura taxonómica primaria tendrá necesariamente actos nomenclaturales.
Las hipótesis publicadas por la literatura taxonómica primaria son las homologías, los caracteres, las apomorfías y las plesiomorfías, los conceptos taxonómicos de especie y los que deberían ubicarse en las demás categorías taxonómicas y sus respectivas delimitaciones en términos de sus caracteres (Wheeler 2004). Son los resultados de la investigación primaria, realizada sobre especímenes de referencia esperablemente depositados en colecciones (como las de los museos y herbarios, o las colecciones vivas como las que los cultivan en un jardín botánico o un cultivo microbiano), o cuidadosamente fotografiados. Los data-papers, artículos científicos que publican datos de colectas sin cambios en las hipótesis taxonómicas, como los que publican datasets de ocurrencias (especímenes determinados en una colecta), que en taxonomía pueden publicarse en algunas revistas con referato desde 2011, también forman parte de esta literatura taxonómica.
Por "datos primarios" se hace referencia a los datos crudos (raw data) de la investigación primaria a los que la literatura primaria hace referencia, esperablemente tomados de especímenes depositados en colecciones que fueron referenciados en la sección de "especímenes examinados". Cada dato primario está asociado a un espécimen, que es el taxón terminal de todas las clasificaciones. Son datos primarios las fichas de colección, las fotografías, los resultados de los análisis de ADN, los estados de los caracteres morfológicos si fueron tomados. 
El término "publicación original" puede usarse para referirse a la primera publicación a la que fueron asociados datos primarios (el "derecho al primer uso"). Los autores marcan la diferencia entre "publicar" (o "publicar formalmente") los datos primarios asociados a la literatura primaria, y "compartir" (o "publicar informalmente") los datos primarios, como cuando se publican los datasets en un repositorio público sin asociarse a ningún paper que los incluya, a diferencia de mantenerlos "en la oscuridad". Muchos datos "en la oscuridad" están disponibles a pedido, en las publicaciones que los utilizan -se informa que en un porcentaje muy alto de casos éstos no aparecieron cuando se los ha pedido-. 
Los datos primarios publicados, al menos los publicados como parte de un paper, se espera que estén convenientemente "curados" (estandarizados, libres de errores de copia, con la información de metadatos completa, mantenidos libres de polvillo y vigilados, con la determinación re-chequeada y actualizada según las últimas taxonomías), y pueden ser citados como un sector de los "datos profundos" de una publicación primaria, la que les dio el primer uso. Hay propuestas de que los datos primarios publicados sean revisados por réferis (peer-reviewed).
Tanto la literatura primaria como los datos primarios a los que hace referencia son "biodiversity data objects", otros "objetos" son los respectivos autores, los taxones nominales, otros actos nomenclaturales, los conceptos taxonómicos, los repositorios, los nombres de las colecciones, los nombres de las revistas o series en las que se publica, las regiones fitogeográficas en las que se agrupan las ocurrencias... Los objetos son los que se relacionan entre ellos en la programación de softwares, en el terreno de la informática de la biodiversidad.